# Charles Webster Leadbeater
Charles Webster Leadbeater (født 16. februar 1854; død 1. marts 1934) var en indflydelsesrig engelsk præst, filosof, esoteriker og okkultist, der var en ledende figur inden for Teosofisk Samfund og spillede en central rolle i teosofiens udvikling og udbredelse. Leadbeater blev oprindeligt uddannet som præst i den anglikanske kirke, men han blev senere tiltrukket af teosofien og mødte Helena Blavatsky og Henry Steel Olcott i 1889. Han blev hurtigt en del af Teosofisk Samfund og bidrog med sine egne undervisninger og skrifter.
Han er bedst kendt for sine bøger og undervisninger om spirituelle emner, herunder reinkarnation, okkultisme, klarsynethed og udvikling af det åndelige liv. Leadbeater udviklede også teorier omkring æteriske planer og menneskelig aura. Gennem sit arbejde forsøgte Leadbeater at udforske og forklare de dybere aspekter af menneskets åndelige natur, herunder reinkarnation, klarsynethed, udviklingen af bevidsthed og forståelsen af det guddommelige. Hans liv og arbejde er et eksempel på en person, der dedikerer sig til søgningen efter åndelig viden og deler denne viden med andre for at hjælpe dem med deres egen åndelige udvikling.
Selvom han også var en kontroversiel figur på grund af visse påstande om klarsynethed og hans tilknytning til kontroversielle figurer som Jiddu Krishnamurti, har hans arbejde stadig en indflydelse på moderne esoterisk tankegang og åndelig praksis.

## Værker i dansk oversættelse
- Besant, Annie & C.W. Leadbeater: Mennesket: Hvorfra, Hvorledes og Hvorhen, NTF 1913.